# Arealva
Arealva est une municipalité brésilienne de l'État de São Paulo et la Microrégion de Bauru.

## Démographie
| Évolution de la population (municipalité) | Évolution de la population (municipalité) | Évolution de la population (municipalité) | Évolution de la population (municipalité) |
| Année                                     | Population                                |                                           | %±                                        |
| ----------------------------------------- | ----------------------------------------- | ----------------------------------------- | ----------------------------------------- |
| 1950                                      | 8 201                                     |                                           | —                                         |
| 1960                                      | 7 681                                     |                                           | −6,3%                                     |
| 1970                                      | 6 519                                     |                                           | −15,1%                                    |
| 1980                                      | 6 788                                     |                                           | 4,1%                                      |
| 1991                                      | 6 892                                     |                                           | 1,5%                                      |
| 2000                                      | 7 244                                     |                                           | 5,1%                                      |
| 2010                                      | 7 841                                     |                                           | 8,2%                                      |
| 2022                                      | 8 130                                     |                                           | 3,7%                                      |
| ,                                         |                                           |                                           |                                           |